# Bára Basiková
Barbara „Bára“ Basiková (ur. 17 lutego 1963 w Pradze) – czeska piosenkarka i aktorka.
W ankiecie Zlatý slavík 1987 uplasowała się na trzecim miejscu w kategorii piosenkarka roku. W 1991 roku została laureatką nagrody Anděl.

## Dyskografia (wybór)
Albumy studyjne
- 1991: Bára Basiková
- 1992: Responsio Mortifera
- 1993: Dreams Of Sphinx
- 1993: Viktorie královská
- 1998: Gregoriana
- 1999: Nová Gregoriana
- 2001: Tak jinak